# Satanoperca
Satanoperca là một chi nhỏ của loài cá hoàng đế của Nam Mỹ, nơi chúng xuất hiện là ở các lưu vực sông Orinoco, Essequibo, Nickerie, Amazon, Paraná và Paraguay. Chúng thường sống ở các khu vực sông có dòng chảy chậm.
Chúng là một phần của một nhóm phổ biến được gọi là "ăn đất" ("Earthteater"). Chúng ngoạm lấy từng ngụm cát để lọc lấy các loại thức ăn như động vật không xương sống, xác bã thực vật và mảnh vụn, xác bã hữu cơ. Chúng thường tụ tập thành một nhóm nhỏ để kiếm ăn và trong đó thì có một cá thể canh gác, điều này là một điều hợp lí khi nếu một con cá piranha bất ngờ tấn công khi cái miệng của nó mở và vây được dựng lên. Vị trí trí này thay đổi luân phiên.
Satanoperca trưởng thành có thể đạt đến kích thước tiêu chuẩn là 25,5 cm (10,0 in).

## Loài
Trong vô số các loài cá hoàng đế thì các nhà nghiên cứu chỉ mới phân loại 8 loài vào chi Satanoperca:
- Satanoperca acuticeps (Heckel, 1840) (Sharphead eartheater)
- Satanoperca daemon (Heckel, 1840) (Threespot eartheater)
- Satanoperca jurupari (Heckel, 1840) (Demon eartheater)
- Satanoperca leucosticta (J. P. Müller & Troschel, 1848)
- Satanoperca lilith S. O. Kullander & E. J. G. Ferreira, 1988
- Satanoperca mapiritensis (Fernández-Yépez, 1950)
- Satanoperca pappaterra (Heckel, 1840) (Pantanal eartheater)
- Satanoperca rhynchitis S. O. Kullander, 2012